# Rábaszentandrás
Rábaszentandrás là một thị trấn thuộc hạt Győr-Moson-Sopron, Hungary. Thị trấn này có diện tích 11,6 km², dân số năm 2010 là 499 người, mật độ 43 người/km².